# Aoplus mustela
Aoplus mustela là một loài tò vò trong họ Ichneumonidae.